# Edward Neumeier
Edward Neumeier, född 1957, har bland annat författat manuset till Starship Troopers (filmatiseringen av Robert A. Heinleins roman med samma namn) och Starship Troopers 2.

## Filmmanus (filmer som haft svensk premiär)
- 1987 - RoboCop
- 1997 - Starship Troopers
- 2004 - Anacondas: The Hunt for the Blood Orchid